# Jean Marie Dimbélé Sodea
 (janvier 2025).
Jean Marie Dimbélé Sodea, est un homme politique camerounais, né à Ngaoundéré le 22 janvier 1964. Il est originaire de la région de l'Est, dans le département du Lom et Djerem, arrondissement de Bertoua, et exerce la fonction de maire de la ville de Bertoua depuis les élections législatives de 2020.

## Biographie

### Enfance, étude et débuts
Dimbélé Sodea est un homme politique camerounais, titulaire d'un baccalauréat G2 obtenu en 1982. Il poursuit ses études en obtenant une licence en sciences économiques, option économie d'entreprise, avec mention assez bien en 1988. Par la suite, il obtient une maîtrise en gestion, option comptabilité et finances, en 1990, suivie d'un DIPES II en sciences économiques en 1992.

### Carrière professionnelle
Sur le plan professionnel, Dimbélé Sodea est professeur des Lycées d'Enseignement Technique Hors Echelle. Il occupe divers postes, notamment en tant que professeur au Lycée Technique de Foumban et Surveillant Général du CETIC de Bertoua. De plus, il exerce des fonctions au sein du MINMIDT, notamment comme Chef de service provincial de l’industrie au MINMIDT/Est, Délégué provincial du MINMIDT/Est, et Délégué Régional du MINMIDT dans les régions Est et Littoral. Il effectue également des stages à l'international en Chine, en Corée du Sud, et en France, portant sur la gestion des ressources géologiques et l'inspection des mines.

### Carrière politique
Sur le plan politique, Dimbélé Sodea est Délégué à l'éducation à la Sous-Section le Rassemblement démocratique du peuple camerounais (RDPC) de Bertoua-Kpokolota et participe plusieurs fois à la Coordination Départementale des élections dans le Lom et Djerem. Il est également président de la Commission Communale des élections à Bertoua 2 et à Mandjou. Actuellement, il est Délégué à la Formation de la Section RDPC du Lom et Djerem Sud 2 et Conseiller municipal à la Commune de Bertoua 2ème depuis 2013. En reconnaissance de ses contributions, il est distingué comme Chevalier de l'Ordre et de la Valeur et reçoit des lettres de félicitations pour son travail dans l’accroissement des recettes minières et la valorisation du secteur des minéraux.

## Distinctions
En reconnaissance de ses contributions, il a été distingué comme Chevalier de l'Ordre et de la Valeur et a reçu des lettres de félicitations pour son travail dans l’accroissement des recettes minières et la valorisation du secteur des minéraux.